# Lepra Cliff
Lepra Cliff är ett musikalbum som gavs ut 1991 på Jesus Kudd Records EP av det svenska punkbandet Rövsvett.

## Låtar

### Sida 1
1. Allah Allah (2.00)
2. Vem Älskar Dej? (2.33)

### Sida 2
1. Bocka Och Buga (2.30)
2. Inga Kommentarer (2.06)